# Oh, Inverted World
Oh, Inverted World ist das Debütalbum der US-amerikanischen Indie-Pop-Band The Shins. Der Titel leitet sich von einer Zeile aus dem Lied "One by one all day" ab.

## Entstehung
Die ersten Lieder des Albums entstanden ab 1998. Bassist Dave Hernandez verließ die Band während der sich über die Jahre 2000 und 2001 erstreckenden Aufnahmen und wurde von Neal Langford ersetzt, der schon bei Flake Music, dem 1992 gegründeten musikalischen Kern von The Shins, an der Gitarre tätig war. Das Album wurde von der Band selbst produziert.

## Titelliste
1. Caring is Creepy – 3:20
2. One by one all day – 4:09
3. Weird Divide – 1:58
4. Know your Onion! – 2:29
5. Girl Inform me – 2:21
6. New Slang – 3:51
7. The Celibate Life – 1:51
8. Girl on the Wing – 2:50
9. Your Algebra – 2:23
10. Pressed in a Book – 2:55
11. The Past and Pending – 5:22

## Besetzung
The Shins:
- James Mercer: Gesang, Gitarre
- Jessie Sandovel: Schlagzeug
- Marty Crandall: Keyboards
- Dave Hernandez: Bass
- Neal Langford: Bass

Gastmusiker:
- Melanie Crandall: Cello bei Your Algebra
- Neils Galloway: Waldhorn bei The Past and Pending

## Rezeption
Heather Phares von Allmusic sieht in dem Album ein lebhaftes Porträt der Independent-Kultur („the vivid portrait it painted of indie culture“) und stellt Mercers  sehr belesene Texte („hyper-literate lyrics“) heraus.
Ryan Kearney von Pitchfork Media vergleicht Mercers Stimme bei Caring is Creepy  mit der von Jeremy Enigk (Sunny Day Real Estate) und das folkige New Slang mit den Liedern von Simon & Garfunkel.
One by one all day wurde für den 2003 erschienenen Spielfilm Gelegenheit macht Liebe von Chris Koch, für den Mark Mothersbaugh die Musik schrieb, verwendet. Die Lieder Caring is Creepy und New Slang wurden von Regisseur Zach Braff für die Filmmusik zu seinem Spielfilm Garden State von 2004 verwendet.